# Oreochromis macrochir
Oreochromis macrochir е вид лъчеперка от семейство Цихлиди (Cichlidae). Видът е световно застрашен, със статут Уязвим.

## Разпространение
Разпространен е в Ангола, Ботсвана, Замбия, Зимбабве, Намибия, Свазиленд и Южна Африка.